# Billy Tellier
Pour les articles homonymes, voir Tellier.
Billy Tellier, né le 7 septembre 1982, est un humoriste québécois. Il est diplômé de l'École nationale de l'humour de Montréal en 2002. 

## Carrière
Après avoir obtenu son diplôme de l'École nationale de l'humour (ENH), Billy Tellier participe à La tournée Sans retenue de l’ENH 2002 présentée au Québec. Il obtient le « Prix de la Relève » du festival Juste pour rire en 2004.
Billy Tellier fait également de la radio et coanime le retour à la maison du M103,5 FM à Lanaudière. À la télévision, il est chroniqueur humoristique à Une émission couleur de Radio-Canada et C’est mon show au réseau TQS.
À la télévision, il fait ses débuts comme comédien dans l’un des rôles principaux de la comédie Colocs.tv, diffusée à MusiquePlus,. 
En 2012, il signe avec Evenko avec qui il travaille sur son premier one-man-show, La loi du plus fort, qu'il joue l'année suivante.
Avec ses capsules radiophoniques à Debout les comiques , Billy Tellier a gagné un Olivier en 2017 dans la catégorie Meilleure capsule ou sketch radio humoristique de l'année.[réf. nécessaire]
Il présente son deuxième spectacle, Hypocrite(s) avec Entourage à partir de novembre 2019.

### Spectacles
- 2013 : La loi du plus fort
- 2017-2018 : Le petit monde de Billy Live
- 2019 : Hypocrite(s)

### Télévision
- 2008 : Le poker show, animateur
- 2008-2010 : Colocs.tv, Billy
- 2013 : La Vie parfaite, Théo
- 2014 : Trouve-moi ça, animateur
- 2014-2015 : Des champions du web, animateur